# Feniltiocarbamida
La Feniltiocarbamida, PTC, o feniltiourea, es un compuesto orgánico que puede sentirse con gusto muy amargo o virtualmente sin sabor, dependiendo del genoma del degustador. La habilidad de sentir la PTC depende de la presencia de estirpes de dominancia genética. Esta prueba de determinar la sensibilidad al PTC es una de las más comunes pruebas genéticas en humanos.
La percepción del gusto se encarga de controlar la entrada a nuestro organismo de sustancias que ingerimos en nuestra dieta y proporciona además una forma determinada de comprender el mundo que nos rodea, pero no es así, depende en parte de nuestra percepciones. En 1931 se descubrió que existía una marcada variación entre los humanos por lo que respecta a la percepción del gusto amargo. Este hallazgo se realizó con un compuesto químico artificial llamado feniltiocarbamida. Existen otros compuestos parecidos que se encuentran de forma natural en diversos vegetales presentes en nuestra dieta cotidiana, como el brócoli o la col. Aparte de notar o no el gusto de la PTC existe dentro de ambas categorías una cierta variación individual, que hace que algunos individuos tengan una elevada capacidad de gustación amarga, incluso a nivel bajo. Estos individuos se denominan super gustadores. Quizás lo más interesante es la elevada frecuencia de no gustadores presentes en las poblaciones humanas.